# Grauwe koekoek
De grauwe koekoek (Coccycua cinerea) is een vogel uit de familie Cuculidae (koekoeken).

## Verspreiding en leefgebied
Deze soort komt voor in zuidelijk Brazilië, Paraguay, noordelijk Argentinië en Uruguay.